# Досон (Јукон)
Досон (ен.: Dawson City) је градић у канадској територији Јукон. 
Досон према попису из 2011. има 1.319 становника.

## Историја
Град је основао 1896. Џозеф Ладу, а 1897. је назван по канадском геологу Џорџу М. Досону. Досон је био главни град територије Јукон од њеног оснивања 1898. до 1952. када је главни град постао Вајтхорс. Основан је на месту ханкучинског риболовачког логора Трочек на ушћу реке Клондајк у реку Јукон у време Златне грознице у Клондајку (1896-1899).

## Становништво
Највише становника град је имао првих година постојања у време Златне грознице у Клондајку (1896—1899). 
Етничка структура становништва према попису из 2006.:
| 1898.  | 1899. | 1901. | 1911. | 1941. | 1961. | 1971. | 1981. | 1991. | 1996. | 2001. | 2006. | 2011. | 2016. |
| ------ | ----- | ----- | ----- | ----- | ----- | ----- | ----- | ----- | ----- | ----- | ----- | ----- | ----- |
| 40.000 | 8.000 | 9.142 | 615   | 1.043 | 846   | 762   | 697   | 1.089 | 1.287 | 1.251 | 1.327 | 1.319 | 1.375 |